# Пауль, Адольф
Адольф Пауль (нем. Adolf Paul; 6 января 1863, Бромё Швеция — 30 сентября 1943, Берлин, нацистская Германия) — немецко-шведско-финский писатель, драматург, сценарист.

## Биография
Родился на острове Бромё на озере Венерн в Швеции.
Окончил курс в земледельческой академии в Таммела. Позже, занимался земледелием на ферме отца в Руиссало. В 1886 году поступил в музыкальную академию в Гельсингфорсе. Учился у Ф. Бузони.
С 1889 года жил в Шарлоттенбурге, пригороде Большого Берлина, где занялся литературным творчеством.
Издал целый ряд повестей и романов, но более известен как драматург. Наибольшим успехом пользовалась его большая историческая пьеса «Христиан II» (1897), много раз шедшая в Гельсингфорсе, Стокгольме и Любеке. Его произведения отчасти переведены им самим, отчасти написаны по-немецки.
Дружил с писателем Августом Стриндбергом, биографом которого он был, композитором Яном Сибе́лиусом, художниками Эдвардом Мунком и Аксели Галлен-Каллелой.

## Интересный факт
А. Пауль в 1893 году послужил моделью для образа мужчины на картине Эдварда Мунка «Вампир» .

## Избранные произведения

### Романы
- Die Teufelskirche: Komödie in drei Akten, Schuster & Loeffler, 1905
- Jung-Hansens Liebesbriefe, G.Müller Verlag, München 1911
- Exzellenz Unterrock, Albert Langen Verlag, München, etwa um 1915; (Verfilmt 1920)
- Wenn die Kosaken kommen, G. Müller, München 1916, 2. Aufl.
- Stille Teilhaber, G. Müller, München 1916
- Der bewußte Jemand, A. Langen, München 1917
- Das heilige Donnerwetter Albert Langen — Georg Müller, München 1918
- Die Tänzerin Barberina. Roman aus der Zeit Friedrichs des Großen., Albert Langen Verlag, München/Berlin, Deutsche Buch-Gemeinschaft um 1915
- Fiorenza: Frühlingsreise in eine blühende Stadt, Schünemann, Bremen 1955

### Пьесы
- Wie die Sünde in die Welt kam. Ein Legendenspiel, Reiss Verlag, Berlin 1909
- Lola Montez. Schauspiel in drei Akten. Albert Langen Verlag, München, 1917

### Литературные биографии
- Strindberg-Erinnerungen und Briefe, München 1924
- Der Einfluß Walter Scotts auf die epische Technik Theodor Fontanes, Priebatsch’s Buchhandlung, Breslau, 1934

## Киносценарии
- 1913: Das schwarze Los
- 1918: Mitternacht
- 1919: Die Teufelskirche
- 1919: Die Augen im Walde
- 1920: Die Tänzerin Barberina
- 1926: The Palace of Pleasure
- 1930: One Mad Kiss
- 1930: El precio de un beso